# Symphytognatha carstica
Symphytognatha carstica är en spindelart som beskrevs av Brescovit, Alvares och Guilherme A.M.Lopes 2004. Symphytognatha carstica ingår i släktet Symphytognatha och familjen Symphytognathidae. Inga underarter finns listade i Catalogue of Life.